# Anaglyptus vicinulus
Anaglyptus vicinulus är en skalbaggsart som beskrevs av Holzschuh 1999. Anaglyptus vicinulus ingår i släktet Anaglyptus och familjen långhorningar. Inga underarter finns listade i Catalogue of Life.